# Meißner Schuhfabrik

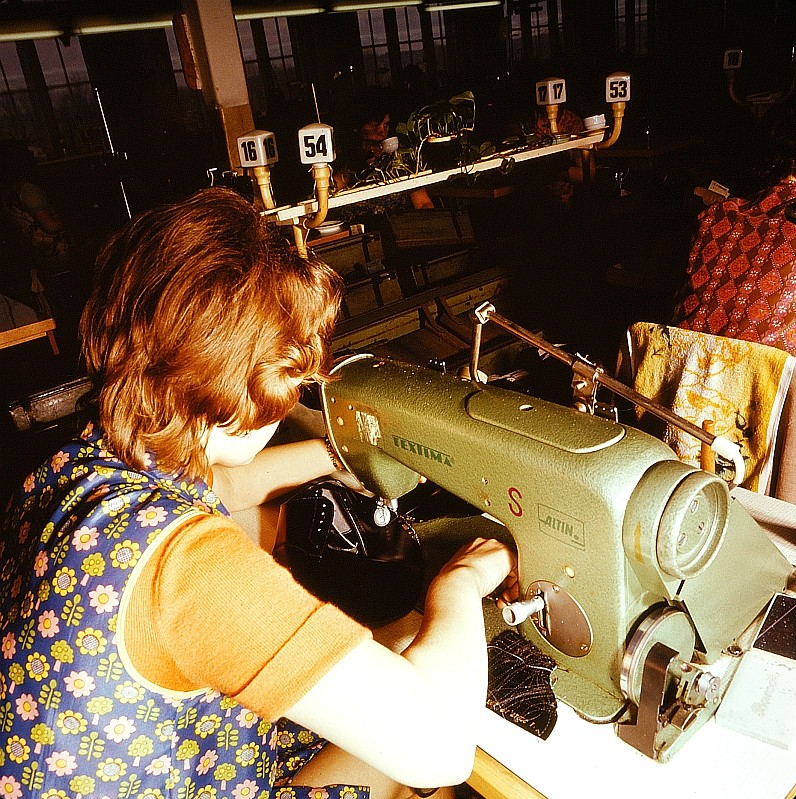
Schuhproduktion 1979

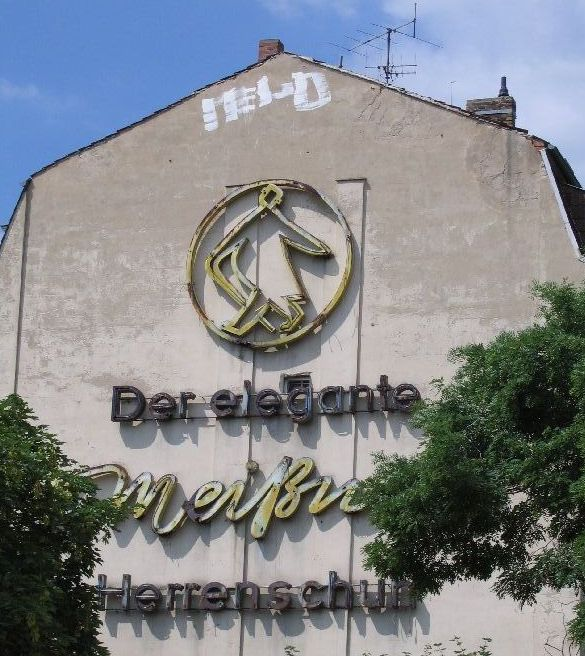
Unter Denkmalschutz stehende Leuchtwerbung an der Fassade eines Hauses in Dresden (Hechtstraße)

Die Meißner Schuhfabrik war eine von 1900 bis 2008 im sächsischen Meißen bestehende Firma, die vor allem Herrenschuhe herstellte.
1954 waren 700 Mitarbeiter beschäftigt. 1970 galt das Unternehmen als Leitbetrieb (Vorbild) für die Herrenschuhproduktion in der DDR. 1994 wurde der Betrieb von der Treuhandanstalt symbolisch an einen russischen Investor verkauft. Es wurde ein Jahr weiter produziert. 1996 erwarb die Firma Ströber & Co Schuhfabrik GmbH das bewegliche Inventar. Das Fabrikgebäude steht auf der Hermann-Grafe-Straße im Stadtteil Zaschendorf.
Koordinaten: 51° 9′ 28,3″ N, 13° 30′ 39,7″ O